# Maria Skobtsova
Maria Skobtsova (Riga, Imperio ruso, 20 de diciembre de 1891 - campo de concentración de Ravensbrück, Alemania, 31 de marzo de 1945), conocida como Madre María (ruso: Мать Мария) o María de París, nombre de soltera Elizaveta Yúrievna Pilenko (Елизавета Юрьевна Пиленко) y de casada Kuzminá-Karaváyeva (Кузьмина-Караваева) por su primer matrimonio y Skobtsova (Скобцова) por el segundo, fue una noble, poeta, enfermera rusa, y miembro de la Resistencia francesa durante la Segunda Guerra Mundial. Fue canonizada por la Iglesia ortodoxa bizantina.

## Biografía

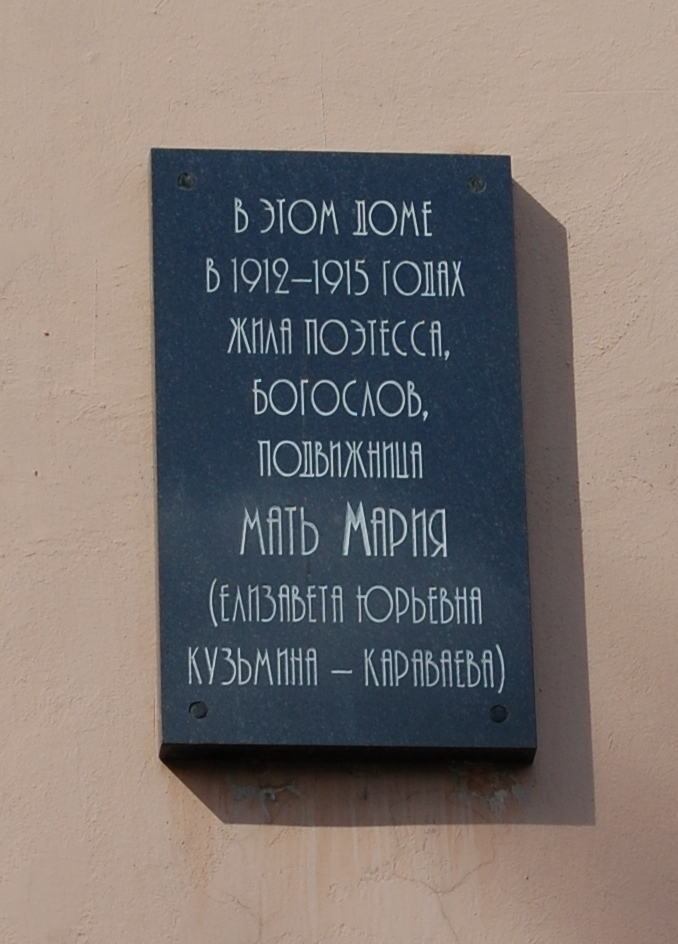
Maria Skobtsova, placa conmemorativa en San Petersburgo

Nacida de una familia aristocrática en 1891 en Riga, Letonia, entonces parte del Imperio ruso. Le fue dada el nombre Elizaveta Pilenko. Su padre fallece cuando era una adolescente, y abrazó el ateísmo. En 1906 su madre mudó la familia a San Petersburgo, donde se implica en círculos intelectuales radicales. En 1910 se casa con el bolchevique Dmitriy Kuz soyen-Karavaev. Durante ese periodo de su vida estuvo activamente implicada en tertulias literarias y escribió mucha poesía. Su primer libro, Fragmentos escitas (Скифские черепки), era una colección de poesía de ese período. Hacia 1913, su matrimonio con Dimitriy había acabado y él se convirtió al catolicismo, volviéndose incluso sacerdote.
A través de una mirada a la humanidad de Cristo —«Él también murió. Sudó sangre. Golpearon su cara»—  empezó su conversión al cristianismo. Se mudó —con Gaiana, su hija—al sur de Rusia donde su devoción religiosa aumentó.
Furiosa con León Trotski por cerrar el Congreso del Partido Social-Revolucionario,  planeó su asesinato, pero fue disuadida por colegas, quienes la enviaron a Anapa.
En 1918, después de la revolución bolchevique, fue elegida teniente alcalde de Anapa, Rusia del sur. Cuando el anticomunista ejército blanco tomó el control de Anapa, el alcalde huyó y quedó ella como alcaldesa de la ciudad. El ejército blanco formó un tribunal para saber si era bolchevique. Como el juez era un profesor anterior suyo, Daniel Skobtsov, fue absuelta. Pronto los dos se enamoraron y se casaron.
Luego, la marea política giraba otra vez. Para evitar el peligro, el matrimonio huyó del país con su hija y con Sofía, madre de Elizaveta. Esta se hallaba embarazada de su segundo niño. Viajaron primero a Georgia (donde su hijo Yuri nació) y luego a Yugoslavia (donde nació su hija Anastasia). Finalmente llegaron a París en 1923, y pronto Elizaveta se dedicó a los estudios teológicos y al trabajo social.
En 1926, Anastasia murió de influenza y Gaiana fue enviada a Bélgica a estudiar. El matrimonio comenzó a tener desavenencias y Yuri terminó  viviendo con Daniel, mientras Elizaveta se mudó al centro de la ciudad para trabajar más de cerca con quienes la necesitaban.
Su obispo la animó a tomar los votos religiosos como monja, cosa que hizo a condición de no tener que vivir en un monasterio, relegada del mundo. En 1932, con el consenso de Daniel Skobtov, obtuvo el divorcio eclesiástico y tomó votos monásticos. Así, como religiosa tomó el nombre de Maria. Su confesor era el padre Serguéi Bulgákov, y más tarde, fray Dmitri Klepinin sería enviado como capellán de la residencia.
La Madre Maria estableció su "convento" en una casa por la que pagaba alquiler. Fue un sitio con una puerta abierta para refugiados, necesitados y solitarios, que devino pronto también en un centro de discusión intelectual y teológica.

## Muerte
Después de la caída de Francia en 1940, los judíos empezaron a acercarse a la casa pidiendo certificados de bautismo, el cual Padre Dimitri les proporcionaría. Así muchos judíos se quedaban con ellos; les proporcionaron refugio y los ayudaron a huir del país. Finalmente la casa fue clausurada y Madre Maria, su madre Sofía, fray Dimitri y Yuri fueron arrestados por la Gestapo. Los dos últimos murieron en el campo de concentración de Mittelbau-Dora.
La Madre Maria fue enviada al campo de concentración de Ravensbrück, y el sábado Santo de 1945, fue seleccionada y enviada a la cámara de gas.

## Canonización
La Madre Maria fue glorificada (como se llama al acto de canonización en el rito bizantino) por el Sínodo del Patriarca de Constantinopla el 16 de enero de 2004. Su glorificación, junto con la de fray Dimitri, Yuri e Ilya Fondaminsky tuvo lugar en la catedral de Alejandro Nevski de París los días 1 y 2 de mayo de 2004. Su fiesta se celebra el 20 de julio.

## Legado
Su vida es dramatizada en una película soviética que protagoniza Lyudmila Kasatkina.
Según el obispo metropolitano Anthony (Bloom) de Sourozh:
"La Madre Maria es una santa de nuestro día y para nuestro día; una mujer cuya carne y sangre han sido poseídas por el amor de Dios, que se plantó frente a frente con los problemas de este siglo."

## Ejemplo de poesía
En julio de 1942, cuando fue publicada la orden nazi de que los judíos llevaran la insignia amarilla,  escribió un poema que tituló "Israel":
Dos triángulos, una estrella,
el escudo del Rey David, nuestro antepasado.
Esto es elección, no una ofensa;
la gran senda y no un mal.
Una vez más se ha cumplido un plazo,
retumba una vez más la trompeta del fin,
y es una vez más la fe de un pueblo grande
proclamada por voz de profeta.
Eres de nuevo perseguido, oh Israel,
¿pero qué puede la malicia humana contra ti
que has oído el trueno del Sinai?

## Publicaciones
- Skobtsova, E. (1929).  Skobtsova, E. (1929). [A. Khomyakov] |título-trad= requiere |título= (ayuda) (en ruso). Paris: YMCA Press.París: YMCA Prensa.

- Skobtsova, E. (1929).  Skobtsova, E. (1929). [Dostoyevsky and Modernity] |título-trad= requiere |título= (ayuda) (en ruso). Paris: YMCA Press. OCLC 493551629. Skobtsova, E. (1929). [Dostoyevsky and Modernity] |título-trad= requiere |título= (ayuda) (en ruso). Paris: YMCA Press. OCLC 493551629.

- Skobtsova, E. (1929).  Skobtsova, E. (1929). [The World-Concept of Vl. Solov'ev] |título-trad= requiere |título= (ayuda) (en ruso). Paris: YMCA Press.París: YMCA Prensa.

- Skobtsova, Maria (1947).  Skobtsova, Maria (1947).  Zeluck, Oreste, ed. [Poems, narrative poems, mysteries, memoirs of the arrest and camp in Ravensbrück] |título-trad= requiere |título= (ayuda) (en ruso). Paris: La Presse Française et Étrangère. OCLC 491729129. |editor= y |apellido-editor= redundantes (ayuda) Skobtsova, Maria (1947).  Zeluck, Oreste, ed. [Poems, narrative poems, mysteries, memoirs of the arrest and camp in Ravensbrück] |título-trad= requiere |título= (ayuda) (en ruso). Paris: La Presse Française et Étrangère. OCLC 491729129. |editor= y |apellido-editor= redundantes (ayuda)

- Skobtsova, Maria (2003). Mother Maria Skobtsova: Essential Writings. Translated by Richard Pevear and Larissa Volokhonsky, introduction by Jim Forest. Maryknoll, NY: Orbis Books. ISBN 1-57075-436-5. OCLC 49610914. Skobtsova, Maria (2003). Mother Maria Skobtsova: Essential Writings. Translated by Richard Pevear and Larissa Volokhonsky, introduction by Jim Forest. Maryknoll, NY: Orbis Books. ISBN 1-57075-436-5. OCLC 49610914.
- Skobtsova (Madre Maria), E. (2016). Skobtsova (Mother Maria), E. (2016). The Crucible of Doubts: Khomyakov, Dostoevsky, Vl. Solov'ev, In Search of Synthesis, Four 1929 Works. Translated and commentary by Fr. S. Janos. frsj Publications. ISBN 978-0-9963992-3-4. Skobtsova (Mother Maria), E. (2016). The Crucible of Doubts: Khomyakov, Dostoevsky, Vl. Solov'ev, In Search of Synthesis, Four 1929 Works. Translated and commentary by Fr. S. Janos. frsj Publications. ISBN 978-0-9963992-3-4.

## Biografía
- Target, G.W. The Nun in the Concentration Camp : The Story of Mother Maria [Elizabeth Pilenko]. ISBN 978-0-08-017610-9., G.W. Target, G.W. The Nun in the Concentration Camp : The Story of Mother Maria [Elizabeth Pilenko]. ISBN 978-0-08-017610-9. : La Historia de Madre Maria [Elizabeth Pilenko]. Target, G.W. The Nun in the Concentration Camp : The Story of Mother Maria [Elizabeth Pilenko]. ISBN 978-0-08-017610-9. Target, G.W. The Nun in the Concentration Camp : The Story of Mother Maria [Elizabeth Pilenko]. ISBN 978-0-08-017610-9.

- Smith, T. Stratton. The Rebel Nun. London: Souvenir Press.Londres: Souvenir Prensa.

- Hackel, Fr. Sergei. Pearl of Great Price.